# Kreuzberg (Hellenthal)
Kreuzberg is een plaats in de Duitse gemeente Hellenthal, deelstaat Noordrijn-Westfalen, en telt 128 inwoners (2007).